# مدمنو الكحول المجهولون

شعار منظمة كحوليون مجهولون

مدمنو الكحول المجهولون (بالإنجليزية: Alcoholics Anonymous)‏ منظمة عالمية تساعد بعلاج إدمان الكحول، تأسست في مدينة شيكاغو الأمريكية عام 1935، يجتمع الأفراد المنتسبين لها دوريا لدعم بعضهم البعض. تضم أكثر من مئة ألف مجموعة، في أكثر من 100 دولة، أقرّ 9% من الأمريكين بأنهم في لحظة ما من حياتهم قد انضموا إلى أحد هذه المجموعات. وهي أحد أشهر النماذج لمعالجة إدمان الكحول، نشأت على فكرة أن الكحولية هي مرض ويجب على الكحوليين أن يعترفون بإدمانهم للكحول وتأثيره المدمر على حياتهم. يحتوي «دستور» هذه المنظمة على 12 بنداً، وفي معظمهم اعترافات للخالق بأنهم قد اختاروا الطريق الخطأ بشرب الخمر. وطلب منه أن يساعدهم على تركه.